# 薩摩町 (名古屋市)
薩摩町（さつまちょう）は、愛知県名古屋市瑞穂区の地名。現行行政地名は薩摩町1丁目及び薩摩町2丁目。住居表示未実施地域。

## 地理
名古屋市瑞穂区中央部に位置する。東から北は北原町、西は豆田町・直来町、東から南は西ノ割町に接する。

## 歴史

### 地名の由来
瑞穂町の旧字薩摩に由来する。字名は当地が湿地帯の中で乾いた場所であったことから、「水の涸れた状態」を指すアイヌ語「サツ」に由来するとされる。

### 沿革
- 1945年（昭和20年）9月26日 - 瑞穂町字薩摩・西ノ割・中ノ割の各一部により、同区薩摩町1～2丁目として成立[1]。

## 世帯数と人口
2019年（平成31年）3月1日現在の世帯数と人口は以下の通りである。
| 町丁   | 世帯数  | 人口  |
| ------ | ------- | ----- |
| 薩摩町 | 215世帯 | 497人 |

### 人口の変遷
国勢調査による人口の推移
| 1950年（昭和25年） | 809人 | [ 9 ]  |  |
| 1955年（昭和30年） | 857人 | [ 9 ]  |  |
| 1960年（昭和35年） | 895人 | [ 10 ] |  |
| 1965年（昭和40年） | 930人 | [ 10 ] |  |
| 1970年（昭和45年） | 788人 | [ 11 ] |  |
| 1975年（昭和50年） | 719人 | [ 11 ] |  |
| 1980年（昭和55年） | 653人 | [ 12 ] |  |
| 1985年（昭和60年） | 625人 | [ 12 ] |  |
| 1990年（平成2年）  | 588人 | [ 13 ] |  |
| 1995年（平成7年）  | 541人 | [ 14 ] |  |
| 2000年（平成12年） | 520人 | [ 15 ] |  |
| 2005年（平成17年） | 494人 | [ 16 ] |  |
| 2010年（平成22年） | 462人 | [ 17 ] |  |

## 学区
市立小・中学校に通う場合、学校等は以下の通りとなる。また、公立高等学校に通う場合の学区は以下の通りとなる。なお、小・中学校は学校選択制度を導入しておらず、番毎で各学校に指定されている。
| 丁目        | 小学校                                    | 中学校                                          | 高等学校 |
| ----------- | ----------------------------------------- | ----------------------------------------------- | -------- |
| 薩摩町1丁目 | 名古屋市立高田小学校 名古屋市立瑞穂小学校 | 名古屋市立瑞穂ヶ丘中学校 名古屋市立津賀田中学校 | 尾張学区 |
| 薩摩町2丁目 | 名古屋市立瑞穂小学校                      | 名古屋市立津賀田中学校                          | 尾張学区 |

## その他

### 日本郵便
- 郵便番号 : 467-0812[4]（集配局：瑞穂郵便局[20]）。